# Andrej Babkin
Andrej Nikolaevič Babkin (in russo: Андрей Николаевич Бабкин; Brjansk, 21 aprile 1969) è un cosmonauta russo.

## Carriera accademica e lavorativa
Diplomatosi nella scuola superiore Nº7 di Brjansk, Babkin ha proseguito gli studi al Brjansk Institute of Transport Engineering laureandosi nel 1990. Nel 1995 si è laureato in Sistemi di supporto vitale alla Moscow Aviation Institute (MAI). Dal 1997 fino alla selezione come cosmonauta ha lavorato per l'azienda spaziale RKK Ėnergija prima come ingegnere di 2ª e 1ª categoria, e poi come capo ricercatore. I suoi compiti erano di specialista e collaudatore delle attività extraveicolari (EVA) e di capo della squadra di ricerca e recupero per gli atterraggi delle Sojuz. Nel 2005 ha preso una laurea specialistica al MAI in "Analisi dei sistemi, gestione e elaborazione delle informazioni" e l'anno successivo un dottorato (Candidate of Sciences) con la tesi di laurea in "Formazione di requisiti tecnici ed ergonomici per i sistemi delle EVA sulla superficie di Marte". Nel 2006 ha partecipato alla selezione RKKE 16 come cosmonauta ma non ha passato la selezione per motivi medici.

## Carriera come cosmonauta
Il 26 aprile 2010 è stato selezionato come Candidato cosmonauta del Gruppo cosmonauti RKKE 17 di Ėnergija, iniziando l'addestramento nel novembre dello stesso anno. Il 22 gennaio 2011 si è trasferito al Corpo cosmonauti unificato di Roscosmos come Candidato cosmonauta. I due anni di addestramento di cosmonauta candidato, terminati a luglio 2012, comprendevano anche corsi di sopravvivenza, sessioni di volo sull'aereo L-39, l'ambientazione all'assenza di peso a bordo del velivolo Il-76 MDK e alle EVA nella piscina Idrolab del Centro di addestramento cosmonauti Jurij Gagarin alla Città delle Stelle, in Russia. 
A novembre 2017 è stato assegnato come ingegnere di volo 1 dell'equipaggio di riserva della Sojuz MS-10 con il comandante Oleg Skripočka e l'astronauta NASA Shannon Walker, partecipando anche all'addestramento di sopravvivenza invernale nel febbraio 2018 ma a causa del rinvio del lancio del modulo Nauka, Babkin è stato rimosso dall'equipaggio. Un'ulteriore assegnazione è stata quella della Sojuz MS-15 con Nikolaj Tichonov e Christopher Cassidy, ma dopo l'incidente della Sojuz MS-10 sono stati spostati all'equipaggio della Sojuz MS-16. Purtroppo a febbraio 2020 due mesi prima del lancio, sia Babkin che Tichonov, sono stati rimossi dall'equipaggio a causa di un infortunio di quest'ultimo. Successivamente viene selezionato per prendere parte alla Sojuz MS-19. Tuttavia è molto probabile che non volerà in quella missione in quanto dovrebbero volare due turisti per girare un film sulla stazione.